# Zygophylax bathyphila
Zygophylax bathyphila is een hydroïdpoliep uit de familie Lafoeidae. De poliep komt uit het geslacht Zygophylax. Zygophylax bathyphila werd in 1940 voor het eerst wetenschappelijk beschreven door Leloup. 